# أبو منيصير
أبو منيصير وهي بلدة تتبع ناحية النصر والسلام في قضاء أبي غريب في محافظة بغداد وسط العراق.